# Jeremias Simon

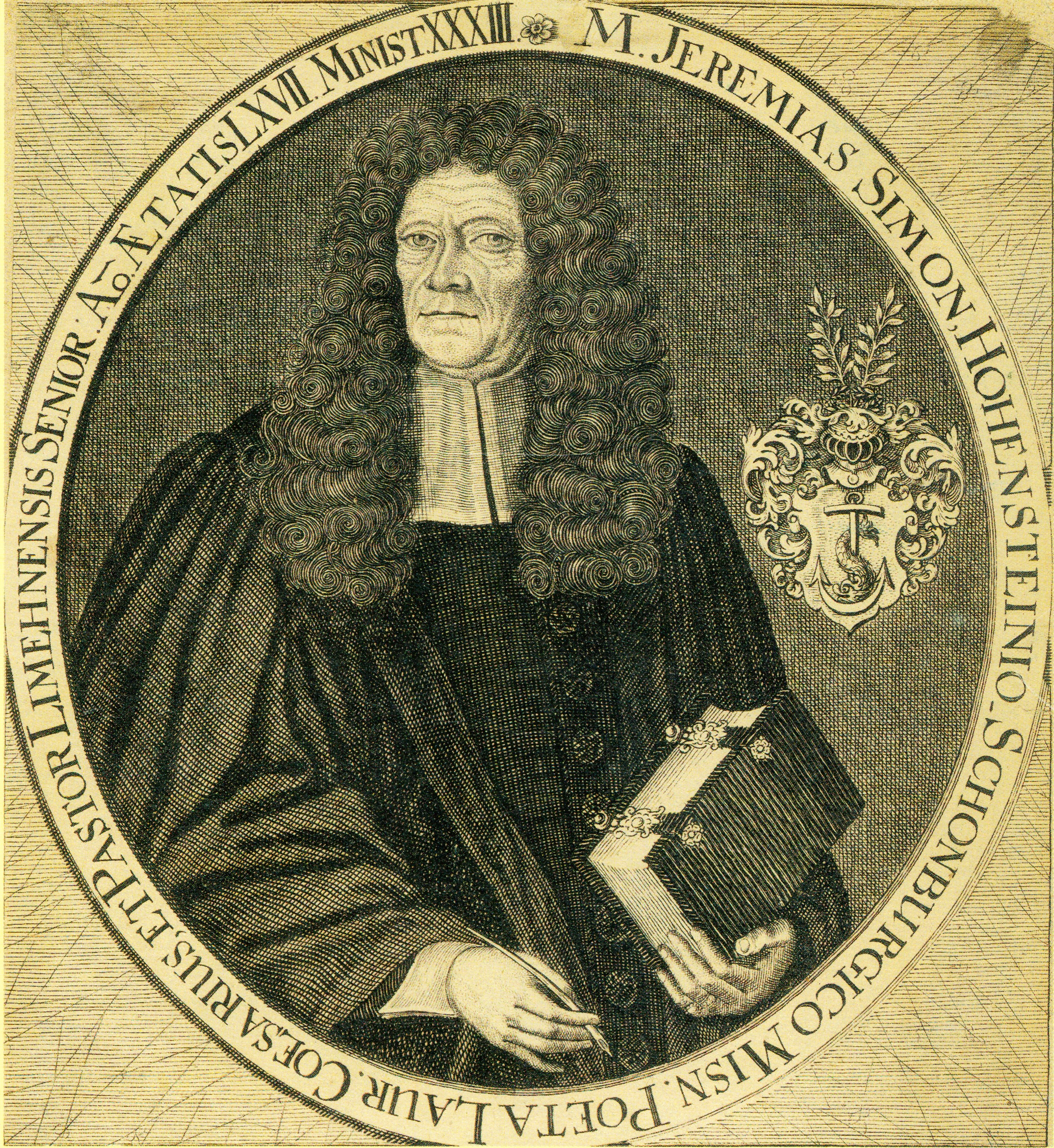
Jeremias Simon auf einem Kupferstich von Christian Romstet

Jeremias Simon (* 26. September 1632  in Hohenstein, Herrschaft Schönburg; † 1701 in Liemehna) war ein deutscher evangelischer Geistlicher, Dichter und Chronist.

## Leben
Über das Leben von Jeremias Simon ist wenig bekannt. Er stammte aus Hohenstein, damals Teil der Schönburgischen Herrschaften. Schon als Student verfasste er mehrere Lobreden. 1661 wird er als Kandidat für die Magisterprüfung in Leipzig erwähnt. Nach der Promotion zum Magister wurde er am 24. September 1667 ordiniert. Von da an bis zu seinem Tode war er Pfarrer der Gemeinde Liemehna, etwa zehn Kilometer westlich vor Eilenburg.
Bedeutung erlangte Simon als Dichter und vor allem als Autor der Eilenburgischen Chronica (1696), der ältesten erhaltenen sowie umfassendsten Geschichtsschreibung der Eilenburger Region. Alle nachfolgenden Chronisten, so etwa Carl Geißler (1830) oder Wilhelm Büchting und Paul Platen (1923), bezogen sich auf Simon, ergänzten die Chronik und ließen neue Erkenntnisse einfließen. Simon tritt ab 1650 dichterisch in Erscheinung. Seine Werke verfasste er in Latein, Altgriechisch, Hebräisch sowie in Deutsch. Simon war kaiserlich gekrönter Poet (poeta laureatus coesarius) und besaß das Ehrenbürgerrecht der Stadt Eilenburg. Im Jahr 1997 wurde in Eilenburg eine Straße nach ihm benannt.

## Werke

### Monographien
- Gnomologia Proverbialis-Poetica, Das ist: Poetische Sprüchworts-Weise abgefassete Lehr-Sätze und Lebens-Regeln : Oder Außerlesene/ und im gemeinen Leben gebräuchliche schöne Lateinische Verse/ So da entweder ein Sprich-Wort/ oder nützliche Lehre/ oder auch sonst was merck- und denckwürdiges in sich begreiffen/ Aus den besten/ so wohl Alten als Neuen Poeten vor dessen zusammen getragen/ nach dem Alphabeth in richtige Ordnung gebracht/ Und in Teutsche Reymen übersetzet / Anietzo aber auffs neue übersehen/ und zum Druck ausgefertiget von M. Jeremias Simon/ …, Christian Michael, Leipzig 1683 (Digitalisat)
- Eilenburgische Chronica/ Oder Beschreibung Der sehr alten Burg/ Schlosses und Stadt Eilenburg/ Nach dero Situation oder Lager/ Benahmung/ alten Einwohnern/ Uhrsprung und Erbawung … Religion, Nahrung und Bequemligkeit/ Regenten und Beambten … Ingleichen was so wohl in Kriegs- als Friedens-Zeiten/ daselbst und in der ümligenden Gegend … sich vor Denckwürdiges begeben und zugetragen : Aus vielen alten und neuen bewehrten Autoribus, wie auch andern glaubwürdigen Schrifften und Archiven … zusammen getragen … / Von M. Jeremias Simon/ Käyserl. gekr. Poeten und Pfarrern zu Limehna, Lanckisch, Leipzig 1696 (Digitalisat)

### Dichtungen
- Observantiæ Tabulam… Dn. Benjamini Prætorio, Leucopetr. SS. Theol. Stud. Amico suo paucis unico, Cum Summa ille Philosoph. Laurea Celeberrimo Hermundurorum Athenæo condecoraretur, Ex fraternæ Pietatis imperio … officiose erigit Jeremias Simon, Hohensteinio…, Lobrede auf Benjamin Praetorius, Quirin Bauch, Leipzig [1650?] (Digitalisat)
- Divre shir be-yom ha-yeḳar Sive Carmen Qvadrilingve In honorem … Dn. Christiani Zenneri, Sympatriotæ & Amici nullo honoris atq[ue] amoris magmento mactendi, Cum summum in Philosophia honrois gradum, qvem Magisterii vocant, in Alma Salana adipisceretur / conscriptum à Jeremia Simone Hohensteinensi Phil. & SS Theol. Studioso. Distichon Annum, mensem Et diem collati honoris contines: …, Lobrede auf Christian Zenner, Ritzschische Druckerey, Leipzig [1653]
- Bona Verba In Calendas Januarii Anni multis ominosi M. DC. LXI. prolata, Et in Gratiam ... Theodori Securii, J. U. L. & in Curiâ Lips. Advocati celeberrimi, Sacri Lateranensis Palatii, Aulaeqve Caesareae Majestatis ac Imperialis Consistorii Comitis Gravissimi, &c. Dn. Patroni atqve Promotoris sui plurimùm honorandi, suspiciendi, etc / pronunciata ab Humillimo nec non obstrictiss. Ejus Cliente Jeremia Simone, Magisterii Candidato. Eteostichon Votivum: Vt noVVs hICCe fVat faVstVs TIBI, Magne VIr, annVs, HoCtVVs Ipse CLIens peCtore & ore VoLo, Lobrede auf Theodor Securius, Johann Wittigau, Leipzig 1661
- Plausus Votivus; quo Virum Per-Reverendum, Clariß. ... Valentinum Strobelium, Pastorem Ecclesiae Christi, quae Geringswaldiae colligitur, fidelissimum pariter ac meritiss. &c. Fautorem atq[ue] Euergetam suum apprime colendum, Sub Ipsius Onomasteriis per Dei gratiam Die 14. Februarii ... 1663. recurrentibus / Pro veteris consvetudinis ac debitae observantiae ratione, Lmq; excipere voluit M. Jeremias Simon, Hohenst. Misn. P. L. Caes. & SS. Theol. Stud. &c. Annus Mensis atq[ue] Dies Nominalis Huius sequente inclusi sunt disticho: Vt MensIs FebrVI LVs bIs septena refVlsIt, Vah! TIbI pIerIDes sIonIDes prospera qVaeqVe VoVent, Johann Gabriel Gütner, Chemnitz 1663

### Mitwirkung
- Friedrich Cahlenus: Helenes Crater Viro Cl[arissi]mo Dn. M. Friederico Cahleno Poete Caes. Coronato Gymnasii Hallensis Pro-Rectori dudum meritissimo Ejusd. Nominali : Non: Martiis Feliciter reduce â Cultricibus Pierisin devotè propinatus. anno CIS ISC LI., Johann Rappoldt, Halle (Saale) 1651
- Valentin Alberti: Apollinis In Pace Triumphus. Hoc est Suprema Philosophiae Laurea Rectore … M. Joh. Adamo Scherzero, Egrano, S. Linguae Prof. P. Ordinario Celeberrimo, & Mai. Principum Collegii Collegiato Gravissimo, A Decano … M. Johanne Kühn/ Mathes. Prof. P. Ordinario Famigeratissimo, & Mai. Principum Collegii Collegiato Meritissimo, Viris Iuvenibus XXVI. IX. Kal. Febr. A. MDCLXI. Lipsiae / Solemniter imposita & Laudabili Maiorum consuetudine Votive Excepta a M. Valentino Alberti, Siles. Colleg. B.V.M. Collegiato, Johann Bauer, Leipzig 1661 (Digitalisat)
- Georg Hering: Per-Eximio Ac Doctissimo Dn. Georgio Heringio, Nayla-Varisco, Quum Lipsiae III. Calend Febr. M.DC.LXII. In Philosophiae Promotus Magistrum esset : Honoris et Amoris ergo gratulantur Patroni, Fautores & Amici, Johannes Wittigau, Leipzig 1662
- Jakob Weller: S. Et. Perenni. Memoriae. Viri … Dn. Jacobi Welleri A Molsdorf … Quem Pietas ardens, Doctrina consummata, Sapientia singularis … Monumentum … velut Epicediis Marmori eius inscriptum Voluit debuit, Humillimorum Clientum, Qui Funebri eius lecto exuviisq[ue] efferendis humeros subiiciunt, Series Duodenaria, Melchior Bergen, Dresden 1664 (Digitalisat)
- Sehnlicher Nachruff/ Bey Christlicher/ wohlansehlicher Beerdigung … Annen Sibyllen/ gebohrner Friesin … Pauli Hoffmanns/ Der hochheil. Schrifft Licentiati, Chur-Printzlicher Durchleuchtigk. zu Sachsen/ wohlbestallten Informatoris, wie auch designirten Praepositi des Stiffts-Capituli zu Wurtzen/ Hertzliebgewesenen Hauß-Ehre : Am 1. Tag des Herbst-Monats/ Des 1664. Jahres ; Gestellet von Etlichen Nachbenahmten, Nachrufe, Melchior Bergen, Dresden 1664
- Ehren- und Trauer-Bezeigung/ ueber den seligen Hintritt Der … Marien/ gebohrner Schroeterin/ Des … Johann Nesters/ Der Artzney hocherfahrenen Doctoris, und Churfuerstl. Durchl. zu Sachsen ec. Hochbestalten Leib-Medici sel. hinterlaßenen Wittben : Am Tage ihrer Beerdigung War der I. Augusti des 1665sten Jahres/ bewiesen Von Etlichen mittleidenden Freunden, Nachrufe, Gottfried Seyffert, Dresden 1665
- Abraham Fechner: Patronorum venerandorum, Fautorum item atque Amicorum honoratissimorum Syncharmata, Axiomati Magisteriali / Quod Rectore … Johanne Meisnero … Ab … Decano … Othone Praetorio … Per Eximius Vir-Iuvenis, Dn. Abraham Vechnerus, Sprott. Siles. … In illustribus ad Albim Athenis Electoralibus Propridie Calend. Maii Anni ab O.R. M.DC.LXVII. Solenniter impetravit, consecrata, Matthäus Henckel, Wittenberg 1667 (Digitalisat)
- Mitrae Magisteriali Qvae [Quae] Viro-Juveni Pereximio atque clarè docto Dn. Christiano Schultzen/ Halâ-Saxoni in Alma Philurea ab Ejusdem Amplissimo Senatu Philosophico Die XXXI. Januarii Anno M. DC. LXXVIII. ritè superponebatur : applaudunt Patroni, Promotores, Praeceptores, Susceptor Et Amici, Johann Wittigau, Leipzig 1678
- Christian Karg: Der sichere und feste Ancker Unserer Seelen : Bey Christlicher Leich-Bestattung/ Des … Johannis Köhlauens Churfürstl. Durchl. zu Sachsen … Ambtmanns alhier/ Nachdem Derselbe am 9. Martii des 1686sten Jahrs … einschlieff/ und den 11. darauff … beygesetzet worden/ Bey seinem ansehnlichen Leich-Begängniß Am 17. … aus dem … Leichen-Spruch/ Mich. VII, v. 7. 8. 9. … / Aus der Heil. Schrifft gewiesen Von M. Christiano Kargen/ Past. in … Eilenburg, Christoph Günther, Meißen 1686 (Digitalisat)